# Crawl (Entombed)
Crawl è un EP del gruppo death metal svedese Entombed, pubblicato nel 1991.

## Tracce
1. Crawl – 5:32
2. Forsaken – 3:50
3. Bitter Loss – 3:55